# Calvados (département)
Pour les articles homonymes, voir Calvados.
Le Calvados [kalvados, kalvadɔs], est un département français de la région Normandie,,. L'Insee et La Poste lui attribuent le code 14. Sa préfecture est Caen. Ses sous-préfectures sont Bayeux, Lisieux et Vire Normandie.

## Étymologie
À la suite de la création des départements par l'Assemblée constituante le 22 décembre 1789 il est envisagé Basse Orne ou Orne Inférieure pour ce département. Jean-Baptiste Delauney, avocat à Bayeux, membre du comité de la nouvelle division territoriale de la France, propose Calvados, sur le conseil de sa sœur, qui fait référence aux rochers du Calvados.  Le décret du 5 février 1790 créé le département de 
Caen. Le décret 26 février 1790 crée 83 départements dont celui du Calvados.

## Histoire

Carte du Calvados (1790)

Le département a été créé à la Révolution française, le 4 mars 1790, en application de la loi du 22 décembre 1789, à partir d'une partie de l'ancienne province de Normandie, regroupant diverses circonscriptions très anciennes : les diocèses de Bayeux et de Lisieux, les généralités d'Ancien Régime de Caen, de Rouen (pour le pays d'Auge : Pont-l'Évêque et Honfleur), et d'Alençon (pour les secteurs de Falaise et de Lisieux).
On envisagea un temps de le nommer « Basse-Orne » puis « Orne-Inférieure ». Les deux noms se côtoient même un temps dans des actes officiels avant de choisir son nom actuel qui tient d'un banc rocheux, les rochers du Calvados, sur proposition du député de Bayeux, Jean-Baptiste Delauney,,.
La légende veut que les rochers au large d'Arromanches-les-Bains aient pris le nom du Salvador (ou Çalvador, qui serait devenu Calvados par déformation linguistique), navire de l'Invincible Armada espagnole qui s'y serait échoué en 1588, mais cette altération est invraisemblable. Une hypothèse mieux fondée fait état de cartes marines rédigées en latin décrivant la côte dénudée et bosselée d'une partie de l'actuel département comme calva dorsa ou calva dossa « dos chauves » (pluriel du latin classique dorsum « dos » > latin vulgaire dossum « dos » > français dos). De manière topographique, ce nom ferait précisément référence à deux élévations de la côte vers Arromanches qui vues du large apparaissent chauves à cause de leur faible couverture végétale. Elles servaient ainsi d'amer aux marins. Cette explication a été proposée par René Lepelley, professeur à l'université de Caen, en 1990 et elle est largement adoptée aujourd’hui.

### Préhistoire
Peu de monuments attestent d'une occupation humaine ancienne, malgré des conditions géographiques favorables : tumulus de Colombiers-sur-Seulles, menhirs de Pierrelaye (Villy-Bocage), Pierre tournante (Livarot-Pays-d'Auge), de Pierre du Pot et Pierre de la Hauberie (Ussy, environs de Falaise) , dolmen de la Loge aux Sarrazins (Saint-Germain-de-Tallevende dans le bocage virois)…

### Antiquité
Plusieurs cités gallo-romaines étaient situées dans le cadre du Calvados : d'ouest en est, celle des Baiocasses, qui s'est conservée avec l'évêché de Bayeux, des Viducasses, aux environs d'Évrecy et qui n'a pas perduré, celle des Lexovii, aujourd'hui Lisieux. À Vieux, le site des Viducasses (Aregenua) fait l'objet depuis 1988 d'un important programme de fouilles. Le musée de Normandie à Caen conserve de nombreux objets de cette période.
Au IIIe siècle, la région subit des incursions barbares (saxonnes). Bayeux et Lisieux s'entourent de murailles.
Au IVe siècle, s'installent les Francs. Bayeux et Lisieux sont alors le siège d'un diocèse. Toutefois, quelques paroisses dépendent de l'évêché de Coutances (secteur de Saint-Sever) ou de Sées (secteur de Falaise).

### Moyen Âge
À partir du IXe siècle, les Vikings ravagent la région et prennent pied par endroits (colonie danoise de Bayeux).
En 911, Rollon reçoit du roi des Francs le contrôle du diocèse de Lisieux, et en 923 de celui de Bayeux. C'est à Caen que le duc de Normandie et roi d'Angleterre depuis 1066, Guillaume le Conquérant, fut enterré. À cette époque, la ville, avec son port au fond de l'estuaire de l'Orne, est en plein développement. De ses carrières, on extrait une pierre calcaire de qualité qui est exportée jusqu'en Angleterre.
De nombreux établissements ecclésiastiques, protégés ou encouragés par les ducs de Normandie voient le jour : abbayes du Val-Richer, de Troarn, de Villers-Canivet, de Saint-Pierre-sur-Dives… Plusieurs fortifications du XIIe siècle sont érigées : donjon de Caen (aujourd'hui rasé), de Bonneville-sur-Touques, château de Falaise.
Le XIIIe siècle est marqué par l'essor du gothique : église Saint-Pierre de Caen, cathédrale de Lisieux, Saint-Gervais et la Trinité à Falaise…

### Époque contemporaine
Après la victoire des coalisés à la bataille de Waterloo (18 juin 1815), le département est occupé par les troupes prussiennes de juin 1815 à novembre 1818 (voir occupation de la France à la fin du Premier Empire).

#### Seconde Guerre mondiale
Le 6 juin 1944 à l'aube est lancée l'opération Overlord sur les plages à l'ouest du département avec des soldats américains, anglais, français et canadiens.

#### XXIesiècle
Au 1er janvier 2018, le territoire de la commune de Pont-Farcy est rattaché au département de la Manche, décision préalable à la fusion des communes de Tessy-Bocage, située dans la Manche, et de Pont-Farcy, située dans le Calvados. Pont-Farcy rejoint de fait Saint-Lô Agglo.

## Héraldique
| Armes du Calvados | Les armes du Calvados se blasonnent ainsi : « Coupé ondé, d'azur plain et de gueules aux deux léopards d'or, armés et lampassé d'azur. » |

Ce blason rappelle celui de la Normandie historique ; la partie supérieure symbolise la Manche qui borde le département au nord. Il a été proposé par l'héraldiste Robert Louis en 1950.

## Politique
La droite a longtemps été quasi hégémonique dans le département, même après que le clan d'Ornano sous les années Giscard laisse au niveau national la place à des figures mitterrandiennes que sont les ministres Louis Mexandeau à Caen et Yvette Roudy à Lisieux.
Lors des élections municipales de 2001, la fédération socialiste du Calvados est divisée entre le député Louis Mexandeau — qui vise depuis trente ans la mairie de Caen — et le maire sortant d'Hérouville-Saint-Clair, François Geindre, contraignant la rue de Solférino à la mettre sous tutelle.
En 2012, la gauche confirme son implantation désormais forte, en particulier dans l'agglomération caennaise, ne laissant, comme en 1997, qu'un seul siège de député à l'UMP, celui de Nicole Ameline, héritière politique de Michel d'Ornano, et offrant un siège inattendu à Les Écologistes et Isabelle Attard dans le Bessin.
En 2014, pour la première fois, le Front National arrive en tête dans le Calvados avec 25,99 % des suffrages lors des élections européennes.
- Conseil départemental du Calvados
- Liste des intercommunalités du Calvados
- Liste des communes du Calvados
- Liste des anciennes communes du Calvados
- Liste des députés du Calvados
- Liste des sénateurs du Calvados
- Liste des conseillers départementaux du Calvados
- Liste des préfets du Calvados

## Géographie
|        | La Manche | Seine-Maritime (par le pont de Normandie) |
| Manche | Calvados  | Eure                                      |
| Manche | Orne      |                                           |

Le Calvados fait partie de la région de Normandie,,. Il est limitrophe des départements de la Seine-Maritime (par le pont de Normandie) au nord-est, de l'Eure à l'est, de l'Orne au sud et de la Manche à l'ouest, tandis que son flanc nord est constitué par les côtes de la Manche.
Le point culminant du département, le mont Pinçon, avec 365 m d'altitude, se situe au sud-ouest de Caen, sur les premières hauteurs du Massif armoricain.

Paysages du Calvados :
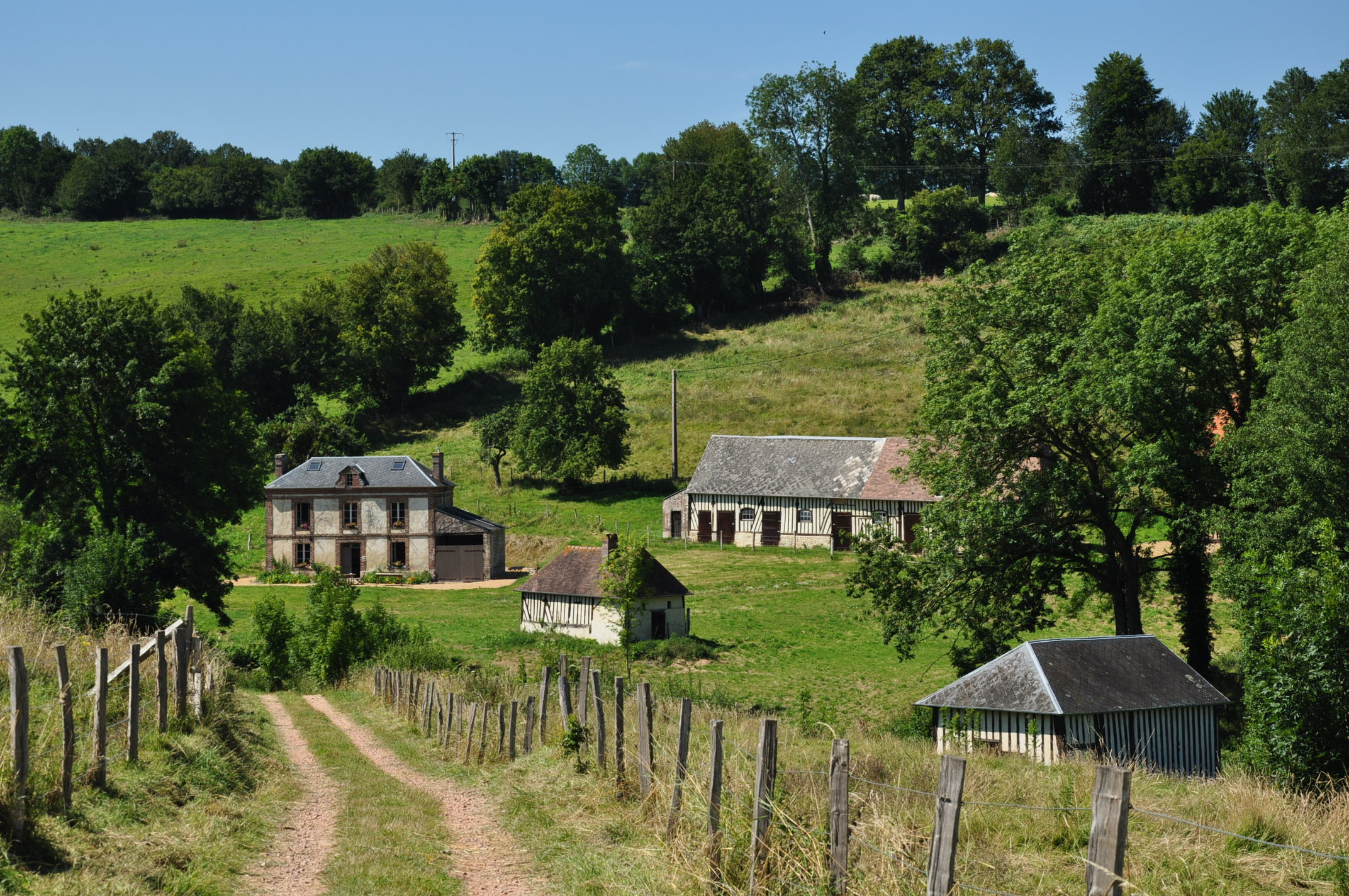
Paysage dans la commune d'Auquainville, dans l'est.
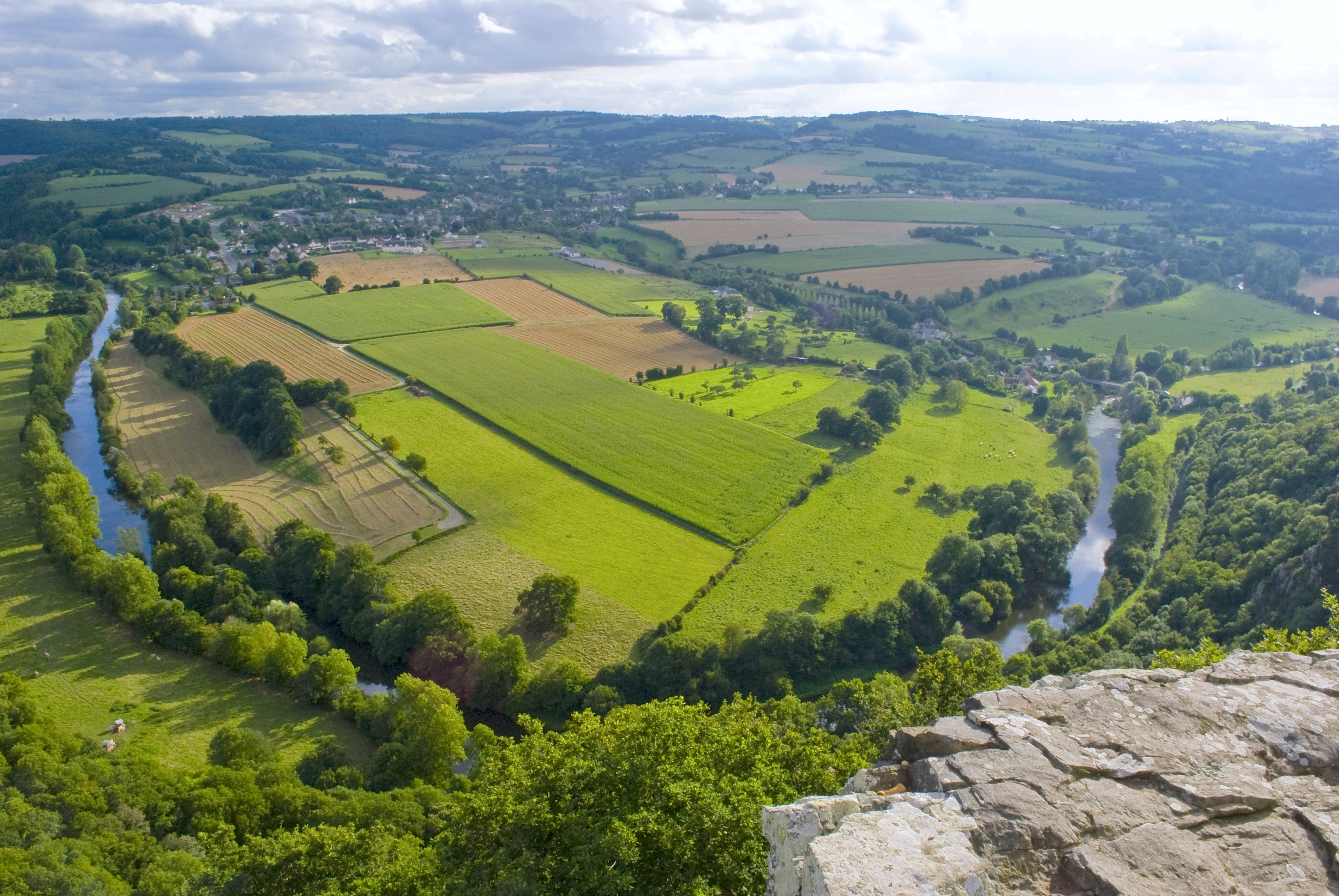
Boucle de l'Orne. Vue de Saint-Omer, dans le sud.
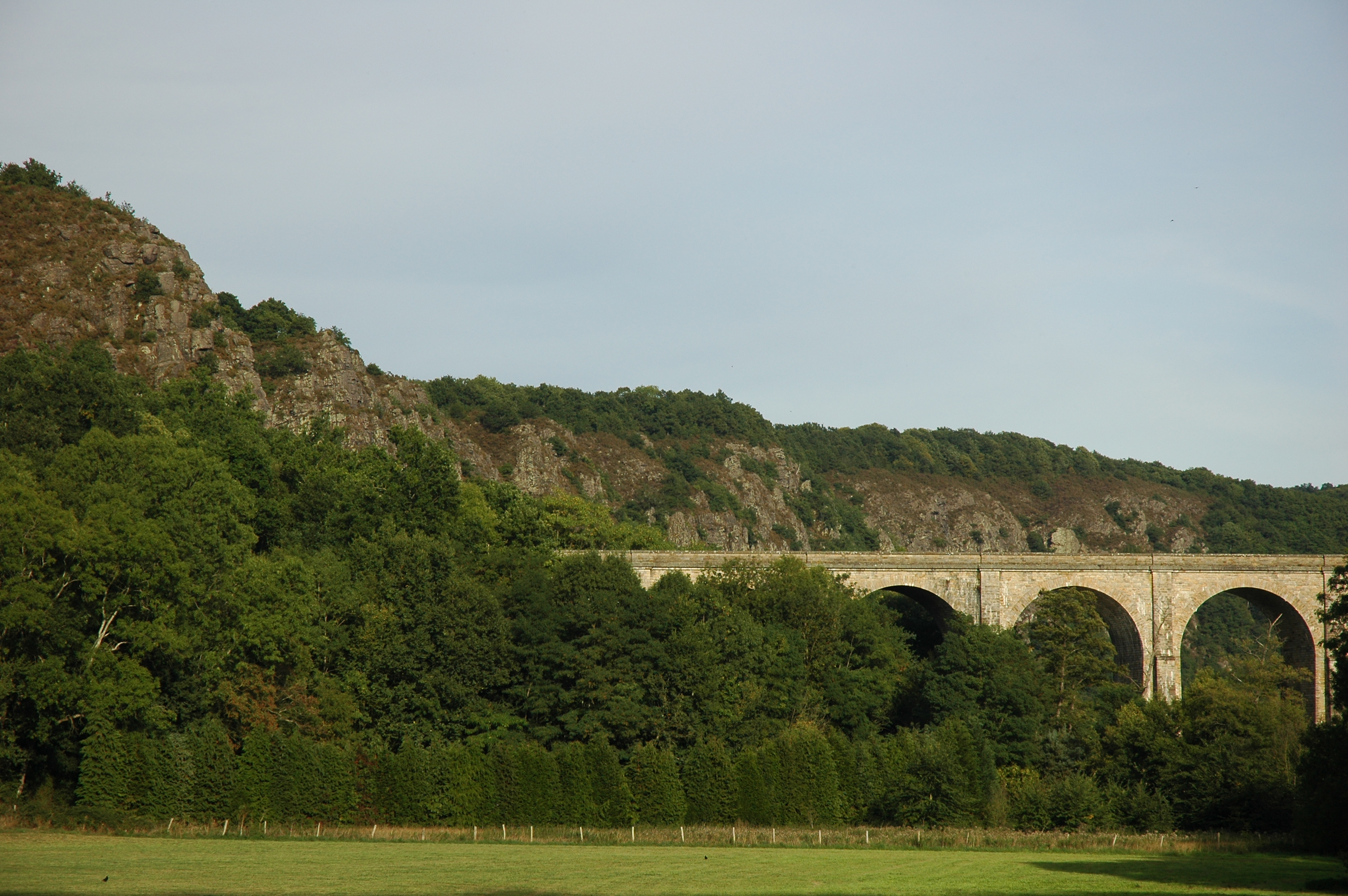
Le Viaduc de Clécy, en Suisse normande, dans le sud.
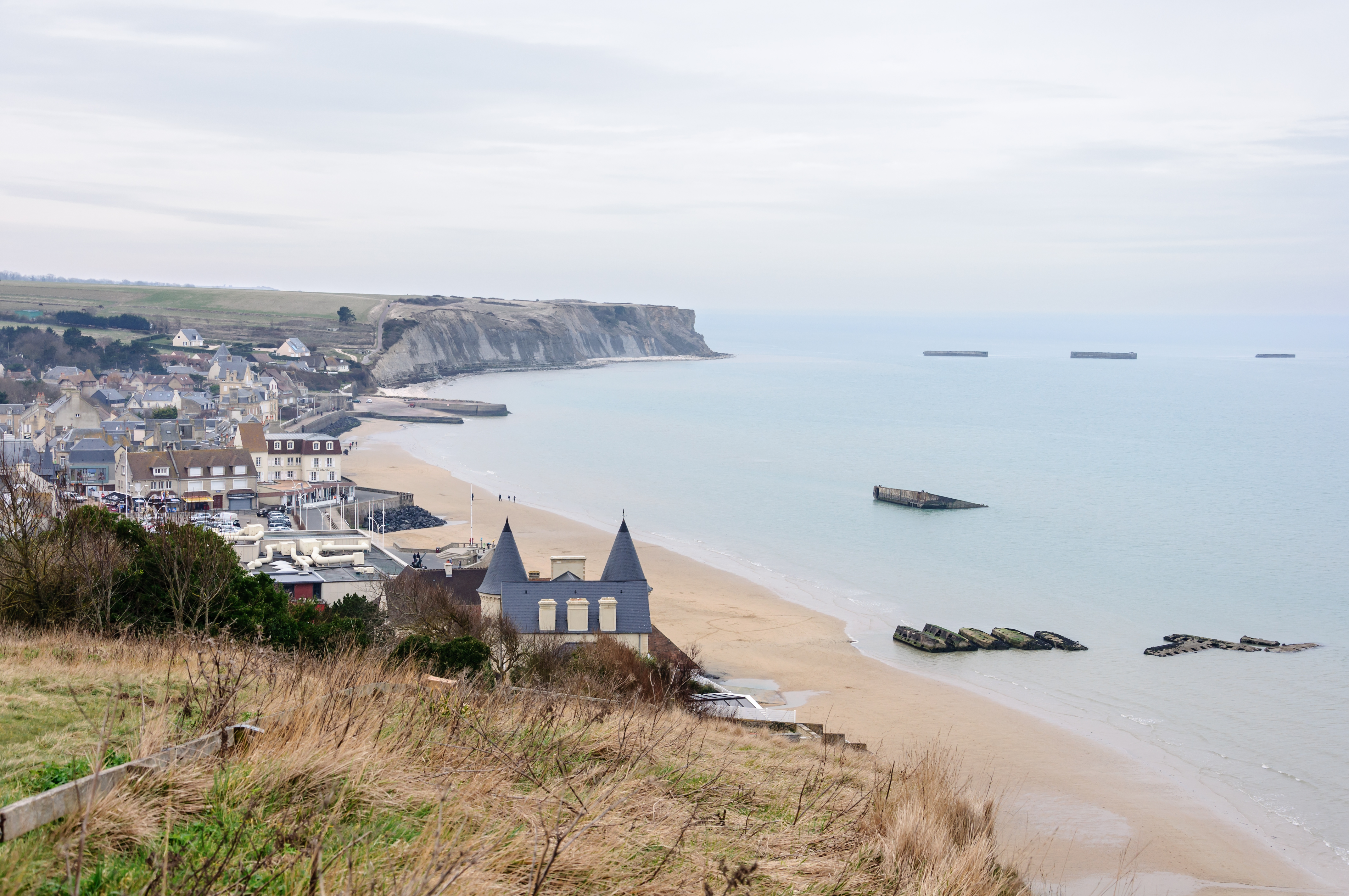
Arromanches vue de l'est, avec les vestiges du port Mulberry dans sa baie, dans le nord.

## Climat
Le climat du Calvados est très différent selon les endroits où l'on se situe. Par exemple, dans la ville de Caen, située à une quinzaine de kilomètres des côtes, l'influence de la marée est grande. Le climat y est plutôt doux, davantage qu'au cœur de l'Orne. Les nuages vont et viennent avec la marée, alors qu'au sud, près des confins du Calvados et de l'Orne, le climat est un peu plus rude, plus froid dans les périodes hivernales, plus chaud dans les périodes estivales.[réf. nécessaire]

## Transports
Les autoroutes A13 et A84, la ligne de Mantes-la-Jolie à Cherbourg, le port de Caen-Ouistreham et l'aéroport de Caen-Carpiquet sont respectivement les principales infrastructures autoroutières et la principale ferroviaire, portuaire et aéroportuaire du département.

### Carte de densité de population en 2024

Carte de densité de population du Calvados

## Démographie
Les habitants du Calvados sont les Calvadosiens. En 2020, le département comptait 691 453 habitants.

En 2022, le département comptait 704 605 habitants, en évolution de +1,58 % par rapport à 2016 (France hors Mayotte : +2,11 %).
| 1791    | 1801    | 1806    | 1821    | 1826    | 1831    | 1836    | 1841    | 1846    |
| ------- | ------- | ------- | ------- | ------- | ------- | ------- | ------- | ------- |
| 391 352 | 451 836 | 505 210 | 492 613 | 500 956 | 494 702 | 501 775 | 496 198 | 498 385 |

| 1851    | 1856    | 1861    | 1866    | 1872    | 1876    | 1881    | 1886    | 1891    |
| ------- | ------- | ------- | ------- | ------- | ------- | ------- | ------- | ------- |
| 491 210 | 478 397 | 480 992 | 474 909 | 454 012 | 450 220 | 439 830 | 437 267 | 428 945 |

| 1896    | 1901    | 1906    | 1911    | 1921    | 1926    | 1931    | 1936    | 1946    |
| ------- | ------- | ------- | ------- | ------- | ------- | ------- | ------- | ------- |
| 417 176 | 410 178 | 403 431 | 396 318 | 384 730 | 390 492 | 401 356 | 404 901 | 400 026 |

| 1954    | 1962    | 1968    | 1975    | 1982    | 1990    | 1999    | 2006    | 2011    |
| ------- | ------- | ------- | ------- | ------- | ------- | ------- | ------- | ------- |
| 442 991 | 480 757 | 519 695 | 560 967 | 589 559 | 618 478 | 648 385 | 671 351 | 685 262 |

| 2016    | 2021    | 2022    | - | - | - | - | - | - |
| ------- | ------- | ------- | - | - | - | - | - | - |
| 693 679 | 700 633 | 704 605 | - | - | - | - | - | - |

### Communes les plus peuplées
| Nom                    | Code Insee | Intercommunalité                  | Superficie (km2) | Population (dernière pop. légale) | Densité (hab./km2) | Modifier                                    |
| ---------------------- | ---------- | --------------------------------- | ---------------- | --------------------------------- | ------------------ | ------------------------------------------- |
| Caen                   | 14118      | CU Caen la Mer                    | 25,70            | 108 398 (2022)                    | 4 218              | modifier les données · modifier les données |
| Hérouville-Saint-Clair | 14327      | CU Caen la Mer                    | 10,64            | 22 473 (2022)                     | 2 112              | modifier les données · modifier les données |
| Lisieux                | 14366      | CA Lisieux Normandie              | 13,07            | 19 540 (2022)                     | 1 495              | modifier les données · modifier les données |
| Vire Normandie         | 14762      | CC Intercom de la Vire au Noireau | 138,52           | 17 411 (2022)                     | 126                | modifier les données · modifier les données |
| Bayeux                 | 14047      | CC de Bayeux Intercom             | 7,10             | 12 754 (2022)                     | 1 796              | modifier les données · modifier les données |
| Ifs                    | 14341      | CU Caen la Mer                    | 9,06             | 11 868 (2022)                     | 1 310              | modifier les données · modifier les données |
| Mondeville             | 14437      | CU Caen la Mer                    | 9,05             | 10 286 (2022)                     | 1 137              | modifier les données · modifier les données |
| Mézidon Vallée d'Auge  | 14431      | CA Lisieux Normandie              | 103,18           | 9 678 (2022)                      | 94                 | modifier les données · modifier les données |
| Ouistreham             | 14488      | CU Caen la Mer                    | 9,95             | 9 261 (2022)                      | 931                | modifier les données · modifier les données |
| Souleuvre en Bocage    | 14061      | CC Intercom de la Vire au Noireau | 187,28           | 8 643 (2022)                      | 46                 | modifier les données · modifier les données |
| Falaise                | 14258      | CC du Pays de Falaise             | 11,84            | 7 744 (2022)                      | 654                | modifier les données · modifier les données |
| Saint-Pierre-en-Auge   | 14654      | CA Lisieux Normandie              | 144,97           | 7 265 (2022)                      | 50                 | modifier les données · modifier les données |
| Colombelles            | 14167      | CU Caen la Mer                    | 7,14             | 7 015 (2022)                      | 982                | modifier les données · modifier les données |
| Honfleur               | 14333      | CC du Pays de Honfleur-Beuzeville | 13,67            | 6 751 (2022)                      | 494                | modifier les données · modifier les données |
| Thue et Mue            | 14098      | CU Caen la Mer                    | 36,82            | 6 189 (2022)                      | 168                | modifier les données · modifier les données |

Les deux communes du Calvados ayant enregistré la plus forte croissance de population entre 2010 et 2015 relèvent de la communauté urbaine Caen la Mer : il s'agit d'Hérouville-Saint-Clair et de Colombelles avec, respectivement, + 1 026 et + 928 habitants.

### Pyramide des âges
Pyramide des âges du Calvados :
- plus de 75 ans : 7,2 %
- 60 - 74 ans : 13,16 %
- 40 - 59 ans : 25,52 %
- 20 - 39 ans : 28,53 %
- 0 - 19 ans : 25,6 %.

## Culture
Deauville accueille le Festival du cinéma américain et Cabourg celui du Cinéma romantique.
Tous les ans, le premier week-end d'avril, Hérouville-Saint-Clair accueille le festival BD Des Planches et des Vaches, premier festival bas-normand du genre, ainsi que le Festival Beauregard depuis 2009.
À Caen se déroulent chaque année en automne le festival Nördik Impakt, festival de culture électronique dont la soirée de clôture rassemble environ 10 000 festivaliers au parc des expositions, ainsi que les Boréales de Normandie qui se consacrent à la culture scandinave.
Le Prix Bayeux-Calvados des correspondants de guerre est décerné chaque année à des journalistes du monde entier.
À Dives-sur-Mer se déroulent le festival de la marionnette et la biennale internationale du livre d'artiste Biblioparnasse. Chaque année, en été, les ateliers des artistes plasticiens ouvrent leurs portes au public au village d'art Guillaume-le-Conquérant. Par ailleurs, en 2009 a été inauguré « Le plus petit Musée du livre », musée nomade.
Les Fêtes médiévales de Bayeux se déroulent tous les ans au mois de juillet et tous les deux ans se déroule le Festival international du cirque. En septembre, Merville-Franceville-Plage accueille le festival Cidre et Dragon.

### Écrivains / Artistes
- Écrivains • Philosophes • Universitaires

François de Malherbe • Marie-Catherine d'Aulnoy • Alphonse Allais • Henri de Régnier • Patrick Grainville • Laurencin • Lucie Delarue-Mardrus • Catherine Rihoit
- Peintres • Sculpteurs

Eugène Boudin • Paul-Émile Pissarro • Louis-Édouard Garrido • François Bonnemer • Georges Bouet• Eustache Restout • François de Caumont • Gabriel-Narcisse Rupalley • Louis-Alexandre Dubourg •  Yvonne Guégan
- Musiciens • Chanteurs

Erik Satie
- Théâtre • Télévision

Alain Duhamel
Michel Drucker

### Scientifiques / Industriels
Pierre-Simon de Laplace

### Personnalités politiques
- Contemporains

Georges Marchais • Michel d'Ornano • Louis Mexandeau • Yvette Roudy
- Historiques

Guillaume le Conquérant • Turgot • Joseph Laniel

### Personnalités historiques
Odon de Bayeux • Jules Dumont d'Urville

### Personnalités religieuses
Saint Jean Eudes • Sainte Thérèse de Lisieux

### Langue
La langue régionale est le normand.
Comme au sein de l'essentiel des régions de France, le français s'est imposé aux populations à partir du début du XIXe siècle. Les habitants des villes parlaient un français standard vers 1835, mais la prononciation y était encore influencée par la langue régionale, en particulier dans les arrondissements de Vire et de Falaise.

## Tourisme

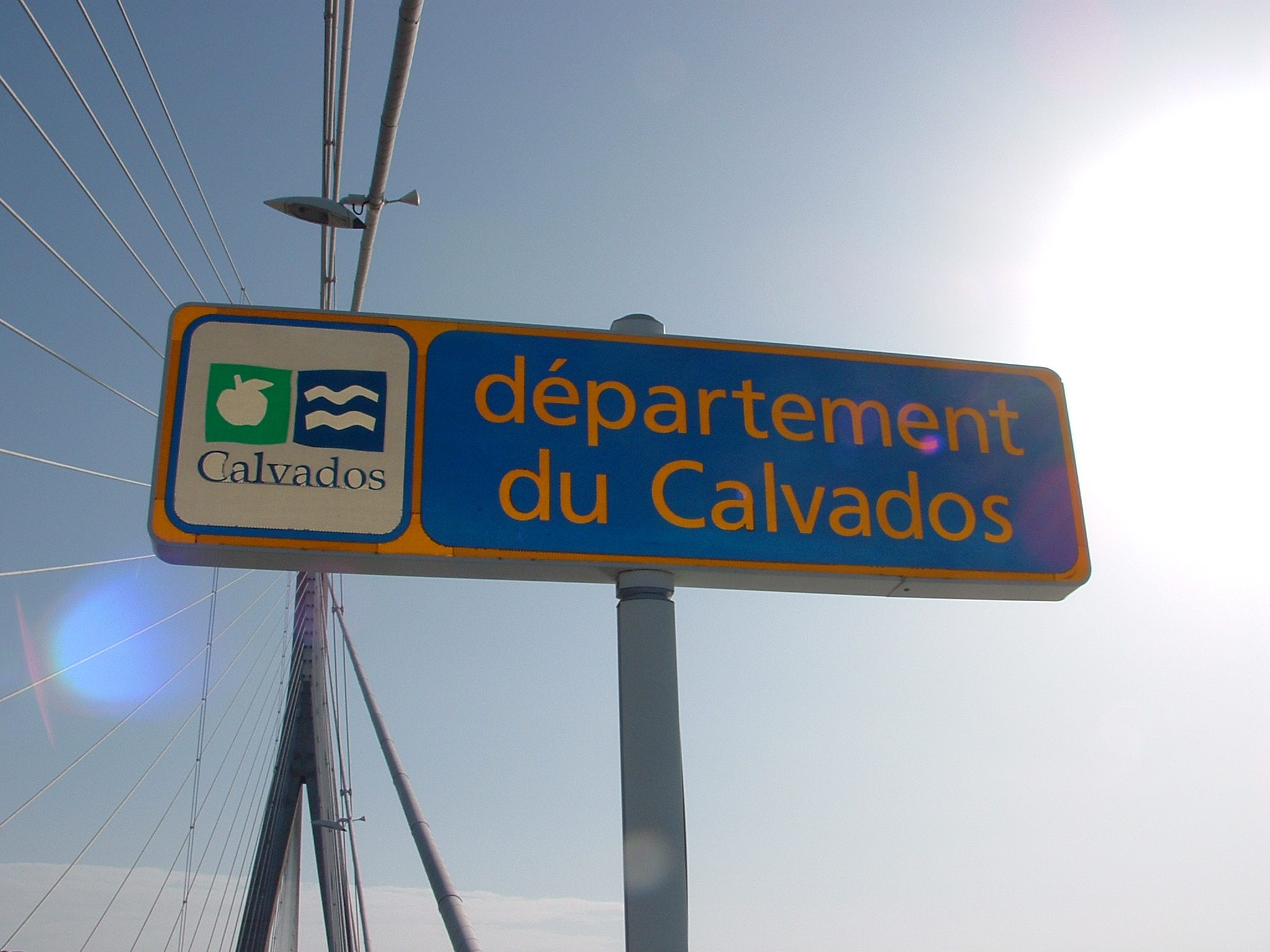
Panneau d'entrée dans le Calvados, sur le pont de Normandie.

Le département compte un village parmi Les Plus Beaux Villages de France : Beuvron-en-Auge.
Capacité d'accueil touristique (2001)[Passage à actualiser] :
- 7 818 chambres d'hôtel ;
- 13 734 emplacements en camping ;
- 1 176 lits (villages de vacances) ;
- 619 gîtes ruraux.

Le département se divise en pays d'accueil touristiques : le Bessin, la Plaine de Caen, le Bocage Virois, la Côte de Nacre, la Côte Fleurie, le Pays d'Auge et la Suisse normande.
Le Calvados, grâce au port de Ouistreham, est une porte d'entrée sur le continent pour les Britanniques. Il y a deux aéroports, Caen-Carpiquet et Deauville-Normandie.

Le vieux bassin de Honfleur.
Arromanches et les plages du débarquement.
Pointe du Hoc.

### Les résidences secondaires
Selon le recensement général de la population du 1er janvier 2008, 18,4 % des logements disponibles dans le département étaient des résidences secondaires.
Le tableau indique les principales communes du Calvados dont les résidences secondaires et occasionnelles dépassent 10 % des logements totaux en 2008 :
| Ville                      | Population municipale | Nombre de logements | Résidences secondaires | % rés. secondaires |
| -------------------------- | --------------------- | ------------------- | ---------------------- | ------------------ |
| Villers-sur-Mer            | 2 652                 | 9 526               | 8 058                  | 84,60 %            |
| Cabourg                    | 4 026                 | 10 242              | 8 133                  | 79,41 %            |
| Tourgéville                | 916                   | 2 455               | 1 922                  | 78,30 %            |
| Houlgate                   | 1 960                 | 4 707               | 3 649                  | 77,53 %            |
| Benerville-sur-Mer         | 490                   | 1 230               | 921                    | 74,88 %            |
| Gonneville-sur-Mer         | 602                   | 945                 | 688                    | 72,81 %            |
| Varaville                  | 795                   | 1 435               | 1 042                  | 72,64 %            |
| Blonville-sur-Mer          | 1 605                 | 2 766               | 1 975                  | 71,40 %            |
| Deauville                  | 3 968                 | 7 899               | 5 558                  | 70,36 %            |
| Danestal                   | 273                   | 350                 | 234                    | 66,86 %            |
| Asnelles                   | 587                   | 838                 | 548                    | 65,47 %            |
| Trouville-sur-Mer          | 4 864                 | 8 173               | 5 580                  | 64,60 %            |
| Merville-Franceville-Plage | 1 874                 | 2 600               | 1 606                  | 61,75 %            |
| Saint-Aubin-sur-Mer        | 1 942                 | 2 074               | 1 185                  | 57,12 %            |
| Courseulles-sur-Mer        | 4 169                 | 5 066               | 2 788                  | 55,03 %            |
| Villerville                | 771                   | 799                 | 403                    | 50,44 %            |
| Grandcamp-Maisy            | 1 775                 | 1 795               | 853                    | 47,53 %            |
| Équemauville               | 1 251                 | 884                 | 401                    | 45,31 %            |
| Bernières-sur-Mer          | 2 371                 | 1 866               | 798                    | 42,75 %            |
| Ver-sur-Mer                | 1 565                 | 1 059               | 387                    | 36,54 %            |
| Hermanville-sur-Mer        | 2 708                 | 1 710               | 583                    | 34,11 %            |
| Dives-sur-Mer              | 5 912                 | 4 237               | 1 431                  | 33,79 %            |
| Saint-Arnoult              | 1 099                 | 843                 | 282                    | 33,42 %            |
| Langrune-sur-Mer           | 1 757                 | 1 290               | 424                    | 32,89 %            |
| Luc-sur-Mer                | 3 172                 | 2 208               | 714                    | 32,35 %            |
| Saint-Gatien-des-Bois      | 1 354                 | 803                 | 257                    | 32,00 %            |
| Lion-sur-Mer               | 2 584                 | 1 650               | 491                    | 29,72 %            |
| Touques                    | 4 033                 | 2 836               | 775                    | 27,33 %            |
| Ouistreham                 | 9 322                 | 6 557               | 1 776                  | 27,09 %            |
| Port-en-Bessin-Huppain     | 2 080                 | 1 345               | 262                    | 19,50 %            |
| Colleville-Montgomery      | 2 191                 | 1 189               | 225                    | 18,95 %            |
| Honfleur                   | 8 163                 | 5 000               | 843                    | 16,87 %            |

- Source INSEE, chiffres au 01/01/2008.

## Religion
- Pour l'Église catholique, le Calvados correspond au diocèse de Bayeux et Lisieux.
- Liste des abbayes de Normandie.
- Liste des églises du Calvados.